# Chen (estat)
Chen (陳, pinyin Chen Guo) va ser un estat menor del període de Primaveres i Tardors en la Xina antiga. Va ser un estat relativament menor sobre la base d'un simple centre urbà prop del que ara és Huaiyang, a les planes de la província oriental de Henan. En el seu temps, Chen s'estenia per la part del sud de la civilització xinesa, vorejant l'estat de Chu.
La família reial de Chen va reclamar l'ascendència de l'emperador Shun. D'acord amb la tradició, després de la conquesta de la dinastia Shang al voltant del 1046 aC, el rei Wu de Zhou va cercar el terrisser Gui Man (媯滿), un descendent de Shun, i li va donar el feu de Chen. Després, es va convertir en un estat satèl·lit de Chu, lluitant com aliat de Chu en la batalla de Chengpu. Va ser, finalment, annexionat a Chu en el 479 aC. Després de la destrucció de l'antiga capital de Chu en Ying, Chen es va convertir en la capital de Chu per un temps.